# Нохрин, Евгений Анатольевич
Евге́ний Анато́льевич Но́хрин (род. 31 октября 1976, Тюмень) — российский хоккеист.

## Биография
Воспитанник тюменской хоккейной школы. В сезоне 1993/1994 играл в местном «Колосе», выступавшем в зоне «Урал» Открытого первенства России.
С 1994 года выступал в петербургских «СКА-2» (зона «Запад» Открытого первенства, позже первая и высшая лиги России) и СКА (Межнациональная хоккейная лига, позже Суперлига России). В сезоне 1997/1998 также играл в составе клуба МХЛ «Газовик» (Тюмень) и в новоуральском «Кедре» (высшая лига). В сезоне 1999/2000 продолжил выступать в клубах Санкт-Петербурга — «Спартаке» и «Ижорце» (оба — высшая лига).
В сезоне 2000/2001 вернулся в Тюмень и помог «Газовику» (к которому в 1995 году был присоединён «Рубин») получить право выступать в высшей лиге. Тогда же играл в составе шведского клуба «Арбога» во второй по значению лиге — Allsvenskan).
В следующем сезоне после нескольких игр за кирово-чепецкую «Олимпию» вернулся в Санкт-Петербург в состав «Спартака» (оба — высшая лига) и «Ижорца» (перешедшего в первую лигу).
Закончил игровую карьеру в сезоне 2003/2004 в «Спутнике» Нижний Тагил (высшая лига). Игрок команды ветеранов «Гризлиз» (Санкт-Петербург).